# 伯特·阿冲
伯特·杰弗里·阿冲（英語：Bert Geoffrey Achong，1928年12月6日—1996年11月20日）是一位出生于特立尼达和多巴哥的华裔病理学家，因使用电子显微镜共同发现爱泼斯坦-巴尔病毒（EB病毒）而知名。

## 生平与事业
阿冲出生于特立尼达和多巴哥，有华人血统。他在中学阶段表现优异，获得Jerningham金奖和殖民地奖学金，得以前往欧洲深造。
阿冲18岁时前往欧洲，就读于都柏林大学学院，1953年获得医学学位。1955年，他移居伦敦，在兰贝斯医院从事临床病理学工作。
1963年，他加入安东尼·爱泼斯坦位于米德尔塞克斯医院的研究团队。1968年随爱泼斯坦一起转入布里斯托大学病理学系，直至1985年退休，是深受欢迎的细胞病理学讲师之一。1996年因脑肿瘤在英国去世。

## 爱泼斯坦-巴尔病毒
阿冲与爱泼斯坦、伊冯·巴尔（Yvonne Barr）共同发现了首个已知能致人类癌症的病毒。三人于1964年3月28日在《柳叶刀》上发表了该发现。
在发现EB病毒过程中，阿冲的主要任务是使用电子显微镜，观察和分析伯基特淋巴瘤样本培养出的细胞培养。

## 泡沫病毒
1971年，阿冲还发现了另一种重要病毒——人类泡沫病毒（human foamy virus），这是首个被证实可自然感染人类的逆转录病毒。

## 延伸阅读
- Bastien, Elliot：《World Class Trinidad & Tobago: Profiles of Performance 2006》